# 中森明菜の受賞一覧
中森明菜の受賞一覧（なかもりあきなのじゅしょういちらん）は、中森明菜の受賞一覧に関する項。

## 受賞一覧
| 年     | 賞                                       | 賞名                                                      | 受賞作品                           |
| ------ | ---------------------------------------- | --------------------------------------------------------- | ---------------------------------- |
| 1982年 | 第1回メガロポリス歌謡祭                  | 新人部門入賞                                              | スローモーション                   |
| 1982年 | 第15回全日本有線放送大賞（上半期）       | 新人賞                                                    | スローモーション                   |
| 1982年 | オリコン（月間）                         | 7月度新人賞                                               | スローモーション                   |
| 1982年 | 第7回FM東京 ライオンリスナーズグランプリ | グランプリ                                                | スローモーション                   |
| 1982年 | 第8回日本テレビ音楽祭                    | 新人賞候補                                                | 少女A                              |
| 1982年 | 第9回ABC歌謡新人グランプリ               | シルバー賞                                                | 少女A                              |
| 1982年 | 第12回銀座音楽祭                         | 専門審査員特別賞                                          | 少女A                              |
| 1982年 | 第15回新宿音楽祭                         | 審査員特別奨励賞                                          | 少女A                              |
| 1982年 | 第9回横浜音楽祭                          | 最優秀新人賞                                              | 少女A                              |
| 1982年 | '82あなたが選ぶ全日本歌謡音楽祭          | 新人奨励賞                                                | 少女A                              |
| 1982年 | 第13回日本歌謡大賞                       | 放送音楽新人賞部門連盟賞                                  | 少女A                              |
| 1982年 | 第15回日本有線大賞                       | 新人賞                                                    | 少女A                              |
| 1982年 | 第15回全日本有線放送大賞（年間）         | 新人賞                                                    | 少女A                              |
| 1982年 | 第11回FNS歌謡祭                          | 優秀新人賞                                                | 少女A                              |
| 1982年 | '82KBC新人歌謡音楽祭                     | 優秀新人賞                                                | 少女A                              |
| 1983年 | 第20回ゴールデン・アロー賞               | 音楽新人賞                                                | N/A                                |
| 1983年 | 第16回日本有線大賞（上期）               | 最多リクエスト歌手賞                                      | N/A                                |
| 1983年 | 第16回日本有線大賞（上期）               | 有線音楽賞                                                | トワイライト -夕暮れ便り-          |
| 1983年 | 第9回日本テレビ音楽祭                    | 金の鳩賞                                                  | トワイライト -夕暮れ便り-          |
| 1983年 | 第2回メガロポリス歌謡祭                  | ポップス入賞                                              | 1⁄2の神話                          |
| 1983年 | 第16回全日本有線放送大賞（上半期）       | 優秀スター賞                                              | セカンド・ラブ                     |
| 1983年 | 第10回横浜音楽祭                         | 横浜音楽祭賞                                              | 禁区                               |
| 1983年 | '83あなたが選ぶ全日本歌謡音楽祭          | 専門審査員賞                                              | 禁区                               |
| 1983年 | 第14回日本歌謡大賞                       | 放送音楽賞                                                | 禁区                               |
| 1983年 | 第16回日本有線大賞（下期）               | 最多リクエスト歌手賞                                      | 禁区                               |
| 1983年 | 第16回日本有線大賞（下期）               | 有線音楽賞                                                | 禁区                               |
| 1983年 | 第16回全日本有線放送大賞（年間）         | 読売テレビ最優秀賞                                        | 禁区                               |
| 1983年 | 第16回全日本有線放送大賞（年間）         | 優秀スター賞                                              | 禁区                               |
| 1983年 | 第25回日本レコード大賞                   | ゴールデンアイドル賞                                      | 禁区                               |
| 1983年 | 第25回日本レコード大賞                   | ゴールデンアイドル特別賞（TBS賞）                         | N/A                                |
| 1983年 | 第25回日本レコード大賞                   | '83アルバムベスト10                                       | NEW AKINA エトランゼ               |
| 1983年 | 第16回日本レコードセールス大賞           | セールス大賞                                              | N/A                                |
| 1983年 | 第16回日本レコードセールス大賞           | LP大賞                                                    | N/A                                |
| 1984年 | ミスDJリクエストパレード                 | '83ベストアーチスト賞                                     | N/A                                |
| 1984年 | 第17回日本有線大賞（上期）               | 上期有線大賞                                              | サザン・ウインド                   |
| 1984年 | 第3回メガロポリス歌謡祭                  | ポップス・グランプリ                                      | サザン・ウインド                   |
| 1984年 | 第3回メガロポリス歌謡祭                  | ポップス入賞                                              | サザン・ウインド                   |
| 1984年 | 第17回全日本有線放送大賞（上半期）       | 読売テレビ最優秀賞                                        | サザン・ウインド                   |
| 1984年 | 第17回全日本有線放送大賞（上半期）       | 優秀スター賞                                              | サザン・ウインド                   |
| 1984年 | 第10回日本テレビ音楽祭                   | グランプリ                                                | 十戒 (1984)                        |
| 1984年 | 第11回横浜音楽祭                         | 横浜音楽祭賞                                              | 十戒 (1984)                        |
| 1984年 | '84あなたが選ぶ全日本歌謡音楽祭          | ゴールデングランプリ                                      | 十戒 (1984)                        |
| 1984年 | 第15回日本歌謡大賞                       | 最優秀放送音楽賞                                          | 十戒 (1984)                        |
| 1984年 | 第17回日本有線大賞                       | 最多リクエスト歌手賞                                      | 十戒 (1984)                        |
| 1984年 | 第17回日本有線大賞                       | 有線音楽賞                                                | 十戒 (1984)                        |
| 1984年 | 第13回FNS歌謡祭                          | 優秀歌謡音楽賞                                            | 十戒 (1984)                        |
| 1984年 | 第13回FNS歌謡祭                          | 最優秀ヒット賞                                            | 北ウイング                         |
| 1984年 | 第17回全日本有線放送大賞                 | 審査委員会最優秀賞                                        | 北ウイング                         |
| 1984年 | 第17回全日本有線放送大賞                 | 優秀スター賞                                              | 北ウイング                         |
| 1984年 | 第26回日本レコード大賞                   | 最優秀スター賞                                            | 北ウイング                         |
| 1984年 | 第26回日本レコード大賞                   | 金賞                                                      | 北ウイング                         |
| 1984年 | 第17回日本レコードセールス大賞           | ゴールデン賞（シングル部門）                              | N/A                                |
| 1984年 | 第17回日本レコードセールス大賞           | ゴールデン賞（LP部門）                                    | N/A                                |
| 1985年 | 第22回ゴールデン・アロー賞               | 音楽賞                                                    | N/A                                |
| 1985年 | 第12回横浜音楽祭                         | 横浜音楽祭賞                                              | SOLITUDE                           |
| 1985年 | '85全日本歌謡音楽祭                      | 最優秀歌唱賞                                              | SOLITUDE                           |
| 1985年 | '85全日本歌謡音楽祭                      | 金賞                                                      | SOLITUDE                           |
| 1985年 | 第16回日本歌謡大賞                       | 放送音楽プロデューサー連盟賞                              | SOLITUDE                           |
| 1985年 | 第16回日本歌謡大賞                       | 放送音楽賞                                                | N/A                                |
| 1985年 | 第11回日本テレビ音楽祭                   | 優秀賞                                                    | SAND BEIGE -砂漠へ-                |
| 1985年 | 第18回日本有線大賞                       | 最多リクエスト歌手賞                                      | SAND BEIGE -砂漠へ-                |
| 1985年 | 第18回日本有線大賞                       | 有線音楽賞                                                | SAND BEIGE -砂漠へ-                |
| 1985年 | 第18回全日本有線放送大賞                 | 読売テレビ最優秀賞                                        | SAND BEIGE -砂漠へ-                |
| 1985年 | 第18回全日本有線放送大賞                 | 優秀スター賞                                              | SAND BEIGE -砂漠へ-                |
| 1985年 | 第18回日本レコードセールス大賞           | アーティストセールス大賞                                  | N/A                                |
| 1985年 | 第18回日本レコードセールス大賞           | 大賞（シングル部門）                                      | N/A                                |
| 1985年 | 第18回日本レコードセールス大賞           | ゴールデン賞（LP部門）                                    | N/A                                |
| 1985年 | 第14回FNS歌謡祭                          | 最優秀ヒット賞                                            | 飾りじゃないのよ涙は               |
| 1985年 | 第14回FNS歌謡祭                          | グランプリ                                                | ミ・アモーレ〔Meu amor é･･･〕      |
| 1985年 | 第14回FNS歌謡祭                          | 優秀歌謡音楽賞                                            | ミ・アモーレ〔Meu amor é･･･〕      |
| 1985年 | 第18回全日本有線放送大賞（上半期）       | 読売テレビ最優秀賞                                        | ミ・アモーレ〔Meu amor é･･･〕      |
| 1985年 | 第18回全日本有線放送大賞（上半期）       | 優秀スター賞                                              | ミ・アモーレ〔Meu amor é･･･〕      |
| 1985年 | 第27回日本レコード大賞                   | 大賞                                                      | ミ・アモーレ〔Meu amor é･･･〕      |
| 1985年 | 第27回日本レコード大賞                   | 金賞                                                      | ミ・アモーレ〔Meu amor é･･･〕      |
| 1985年 | 第27回日本レコード大賞                   | 優秀アルバム賞                                            | D404ME                             |
| 1986年 | 第5回メガロポリス歌謡祭                  | ポップスグランプリ                                        | ジプシー・クイーン                 |
| 1986年 | 第5回メガロポリス歌謡祭                  | ポップス入賞                                              | ジプシー・クイーン                 |
| 1986年 | '86全日本歌謡音楽祭                      | ゴールデングランプリ                                      | Fin                                |
| 1986年 | 第17回日本歌謡大賞                       | 大賞                                                      | Fin                                |
| 1986年 | 第17回日本歌謡大賞                       | 放送音楽特別賞                                            | Fin                                |
| 1986年 | 第19回全日本有線放送大賞                 | 最多リクエスト賞                                          | Fin                                |
| 1986年 | 第19回全日本有線放送大賞                 | 優秀スター賞                                              | Fin                                |
| 1986年 | 第13回横浜音楽祭                         | 横浜音楽祭賞                                              | N/A                                |
| 1986年 | 第19回日本レコードセールス大賞           | アーティストセールス大賞                                  | N/A                                |
| 1986年 | 第19回日本レコードセールス大賞           | 大賞（シングル部門）                                      | N/A                                |
| 1986年 | 第19回日本レコードセールス大賞           | 大賞（LP部門）                                            | N/A                                |
| 1986年 | 第15回FNS歌謡祭                          | 優秀歌謡音楽賞                                            | N/A                                |
| 1986年 | 第15回FNS歌謡祭                          | グランプリ                                                | DESIRE -情熱-                      |
| 1986年 | 第15回FNS歌謡祭                          | 最優秀ヒット賞                                            | DESIRE -情熱-                      |
| 1986年 | 第19回全日本有線放送大賞（上半期）       | グランプリ                                                | DESIRE -情熱-                      |
| 1986年 | 第19回全日本有線放送大賞（上半期）       | 優秀スター賞                                              | DESIRE -情熱-                      |
| 1986年 | 第12回日本テレビ音楽祭                   | グランプリ                                                | DESIRE -情熱-                      |
| 1986年 | 第12回日本テレビ音楽祭                   | 優秀賞                                                    | DESIRE -情熱-                      |
| 1986年 | 第19回日本有線大賞                       | 最多リクエスト歌手賞                                      | DESIRE -情熱-                      |
| 1986年 | 第19回日本有線大賞                       | 有線音楽賞                                                | DESIRE -情熱-                      |
| 1986年 | 第28回日本レコード大賞                   | 大賞                                                      | DESIRE -情熱-                      |
| 1986年 | 第28回日本レコード大賞                   | ベストアーチスト賞                                        | DESIRE -情熱-                      |
| 1986年 | 第28回日本レコード大賞                   | 金賞                                                      | DESIRE -情熱-                      |
| 1987年 | 第1回日本ゴールドディスク大賞            | The Best Single of the Year 賞（邦楽）                    | DESIRE -情熱-                      |
| 1987年 | 第1回日本ゴールドディスク大賞            | The Grand Prix Artist of the Year 賞（邦楽）              | N/A                                |
| 1987年 | 第1回日本ゴールドディスク大賞            | The Best Artist of the Year 賞（邦楽）                    | N/A                                |
| 1987年 | 第1回日本ゴールドディスク大賞            | The Grand Prix Album of the Year 賞（邦楽）               | BEST                               |
| 1987年 | 第1回日本ゴールドディスク大賞            | The Best Album of the Year 賞（邦楽）ポップス（ソロ）部門 | BEST                               |
| 1987年 | 第24回ゴールデン・アロー賞               | 音楽賞                                                    | N/A                                |
| 1987年 | 第20回全日本有線放送大賞（上半期）       | 優秀スター賞                                              | TANGO NOIR                         |
| 1987年 | 第14回横浜音楽祭                         | 横浜音楽祭賞                                              | TANGO NOIR                         |
| 1987年 | 第20回日本有線大賞                       | 有線音楽賞                                                | BLONDE                             |
| 1987年 | 第20回日本有線大賞                       | 最多リクエスト歌手賞                                      | 難破船                             |
| 1987年 | 第18回日本歌謡大賞                       | 最優秀放送音楽賞                                          | 難破船                             |
| 1987年 | 第18回日本歌謡大賞                       | 放送音楽特別連盟賞                                        | N/A                                |
| 1987年 | 第17回銀座音楽祭                         | 歌謡ポップス部門・金賞                                    | 難破船                             |
| 1987年 | '87全日本歌謡音楽祭                      | 特別話題賞                                                | 難破船                             |
| 1987年 | 第20回全日本有線放送大賞                 | 最多リクエスト賞                                          | 難破船                             |
| 1987年 | 第20回全日本有線放送大賞                 | 優秀スター賞                                              | 難破船                             |
| 1987年 | 第16回FNS歌謡祭                          | 最優秀歌唱賞                                              | 難破船                             |
| 1987年 | 第16回FNS歌謡祭                          | 優秀歌謡音楽賞                                            | 難破船                             |
| 1987年 | 第29回日本レコード大賞                   | 特別大衆賞                                                | 難破船                             |
| 1987年 | 第29回日本レコード大賞                   | 金賞                                                      | 難破船                             |
| 1987年 | 第29回日本レコード大賞                   | 優秀アルバム賞                                            | CRIMSON                            |
| 1987年 | 第20回日本レコードセールス大賞           | アーティストセールス大賞                                  | N/A                                |
| 1987年 | 第20回日本レコードセールス大賞           | ゴールデン賞（シングル部門）                              | N/A                                |
| 1987年 | 第20回日本レコードセールス大賞           | ゴールデン賞（LP部門）                                    | N/A                                |
| 1988年 | 第2回日本ゴールドディスク大賞            | The Best Single of the Year 賞（邦楽）                    | TANGO NOIR 難破船                  |
| 1988年 | 第7回メガロポリス歌謡祭                  | ポップス大賞                                              | TATTOO                             |
| 1988年 | 第7回メガロポリス歌謡祭                  | ポップスメガロポリス賞                                    | TATTOO                             |
| 1988年 | 第21回全日本有線放送大賞（上半期）       | 読売テレビ最優秀賞                                        | TATTOO                             |
| 1988年 | 第30回日本レコード大賞                   | 金賞                                                      | TATTOO                             |
| 1988年 | 第21回日本有線大賞                       | 有線音楽賞                                                | I MISSED "THE SHOCK"               |
| 1988年 | 第21回全日本有線放送大賞（年間）         | 優秀スター賞                                              | I MISSED "THE SHOCK"               |
| 1988年 | 第17回FNS歌謡祭                          | 最優秀歌唱賞                                              | I MISSED "THE SHOCK"               |
| 1988年 | 第17回FNS歌謡祭                          | 優秀歌謡音楽賞                                            | I MISSED "THE SHOCK"               |
| 1988年 | AVAグランプリ                            | 銀賞東京都知事賞                                          | Cross My Palm                      |
| 1988年 | 第3回日本ゴールドディスク大賞            | The Best 5 Artists of the Year 賞（邦楽）                 | N/A                                |
| 1989年 | '89 ビデオ・オブ・ザ・イヤー             | 最優秀ミュージックビデオ賞                                | AKINA EAST LIVE INDEX-XXIII        |
| 1989年 | 第22回日本レコードセールス大賞           | シルバー賞（LP部門）                                      | N/A                                |
| 1992年 | マルチメディアグランプリ                 | ビデオ部門音楽ビデオ賞                                    | 夢 '91 Akina Nakamori Special Live |
| 2001年 | 第41回ACC CM FESTIVAL                    | ACC銅賞（テレビスポットCM部門）                           | ファンケル青汁『夫の青汁』編       |
| 2007年 | 第49回日本レコード大賞                   | 企画賞                                                    | 艶華 -Enka-                        |
| 2008年 | 第22回日本ゴールドディスク大賞           | ザ・ベスト・演歌/歌謡曲・アーティスト                     | N/A                                |
| 2015年 | 第29回日本ゴールドディスク大賞           | ザ・ベスト・演歌/歌謡曲・アーティスト                     | N/A                                |